# Ancora (nummer)
"Ancora" is een nummer van de Italiaanse zanger Eduardo de Crescenzo uit 1981. Het nummer is in hertaalde versie gecoverd door André Hazes en Shirley Zwerus.

## Originele versie
De versie van De Crescenzo is de titeltrack van zijn debuutalbum. Het lied is geschreven en geproduceerd door Claudius Mattone met tekst van Franco Migliacci. Hij deed met dit nummer mee aan de 31e editie van het Festival van San Remo. Hij haalde met dit nummer de finale, maar niet de top 10. In de Italiaanse hitlijst deed het nummer het goed, met een vijfde plek als beste positie. De Italiaanse versie is gecoverd door onder meer Mina en Il Volo. Een Franstalige cover, getiteld "Encore et Encore", werd uitgebracht in 1981 door Mireille Mathieu.

## Versie van Shirley Zwerus
In hetzelfde jaar als de originele versie coverde de Nederlandse zangeres Shirley Zwerus het nummer, nu "Heel even", getiteld. De Nederlandse tekst was geschreven door Tineke Beishuizen. Met deze cover behaalde ze de 24e plek in de Nederlandse Top 40. In 1995 bracht ze het nummer opnieuw uit, nu als duet met Gerard Joling. Dit duet kwam niet verder dan de Tipparade.

### NPO Radio 2 Top 2000
| Nummer met noteringen in de NPO Radio 2 Top 2000 | '99  | '00-'01 | '02  | '03  | '04  | '05  |
| ------------------------------------------------ | ---- | ------- | ---- | ---- | ---- | ---- |
| Heel even                                        | 1162 | -       | 1895 | 1727 | 1942 | 1875 |

1. ↑  Een '-' betekent dat het nummer niet was genoteerd en een vetgedrukt getal geeft de hoogste notering aan.
2. ↑  Deze tabel is bijgewerkt tot en met de laatste editie (2024).

## Versie van André Hazes
In 1983 schreef André Hazes een Nederlandstalige tekst voor de melodie. Zijn versie, "Nee nooit meer", is opgenomen op het album "Voor jou". Deze versie werd niet op single uitgebracht.